# Tallinn Domkirke
Tallinn Domkirke er den evangelisk-lutherske domkirke i Tallinn Stift. Kirken ligger på bakken Toompea (Domkirkebjerget) midt i byen Tallinn i Estland. Den blev oprindeligt grundlagt af danskerne i 1200-tallet og er den ældste kirke i Tallinn og på det estiske fastland. Kirken blev lutheransk i 1561 og tilhører nu den evangelisk-lutherske kirke i Estland. Den er sæde for ærkebiskoppen af Tallinn, den åndelige leder af den estiske evangelisk-lutherske kirke.